# 1216

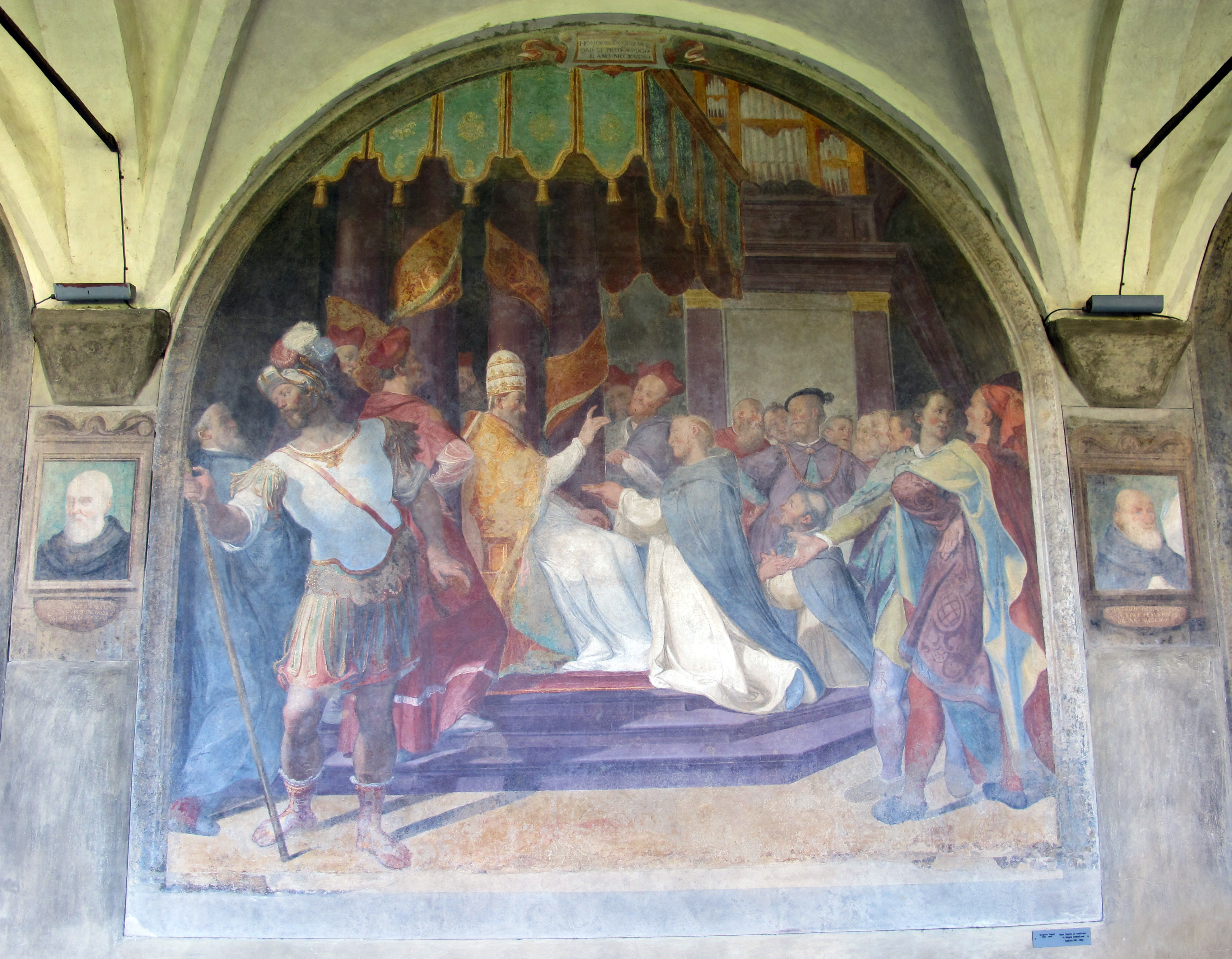
Honorius III bevestigt de Dominicaner orde

Het jaar 1216 is het 16e jaar in de 13e eeuw volgens de christelijke jaartelling.

## Gebeurtenissen
mei
- mei - Kroonprins Lodewijk van Frankrijk, ingeroepen door de tegenstanders van Jan zonder Land om het koningschap over te nemen, landt op het Isle of Thanet

in Engeland. Hij claimt een opvolgingstitel als schoonzoon van Eleonora van Engeland.
juni
- 2 - Lodewijk neemt Londen in

juli
- 16 tot 18 - De toepassing van een pausverkiezing die min of meer voldoet aan het besloten karakter van een conclaaf, vindt voor het eerst plaats in Perugia na de dood van paus Innocentius III.

oktober
- 19 - De Engelse koning Jan zonder Land sterft op zijn militaire campagne in Oost-Engeland aan dissenterie.
- 28 - Omdat Londen in handen van Lodewijk is, wordt de minderjarige Hendrik III in de kathedraal van Winchester tot koning gekroond. Hij krijgt de steun van de baronnen, die de Franse prins als een blok laten vallen.

november
- 12 - Regent Willem de Maarschalk ondertekent namens de koning het Groot Charter van Ierland, een document vergelijkbaar met de Magna Charta, maar voor Ierland.

december
- 22 - De nieuwe Paus Honorius III laat de bul Religiosam vitam uitgaan, waarin de oprichting van de orde der Dominicanen officieel wordt goedgekeurd.

zonder datum
- Bij een stormvloed wordt de duinenrij bij Voorne doorbroken en ontstaat een geul die zal uitgroeien tot het Haringvliet.
- De latere groothertog Hendrik II van Polen trouwt met Anna van Bohemen
- oudst bekende vermelding: Kloetinge, Marghita, Petrem

## Opvolging
- Antiochië - Bohemund IV opgevolgd door zijn broer Raymond Ruben
- Boulogne - Ida opgevolgd door haar dochter Mathilde II
- Dampierre - Gwijde II opgevolgd door zijn zoon Willem II
- Engeland, Aquitanië en Poitiers - Jan zonder Land opgevolgd door zijn zoon Hendrik III onder regentschap van Willem de Maarschalk
- aartsbisdom Keulen - Adolf I van Altena opgevolgd door zijn neef Engelbert II van Berg
- Namen - Yolande van Henegouwen opgevolgd door haar zoon Filips II
- paus (18 juli) - Innocentius III opgevolgd door Honorius III
- Utrecht - Otto van Lippe in opvolging van Otto van Gelre
- Zwaben - keizer Frederik II opgevolgd door zijn zoon Hendrik II
- Zweden - Erik X opgevolgd door Johan I Sverkersson

## Afbeeldingen

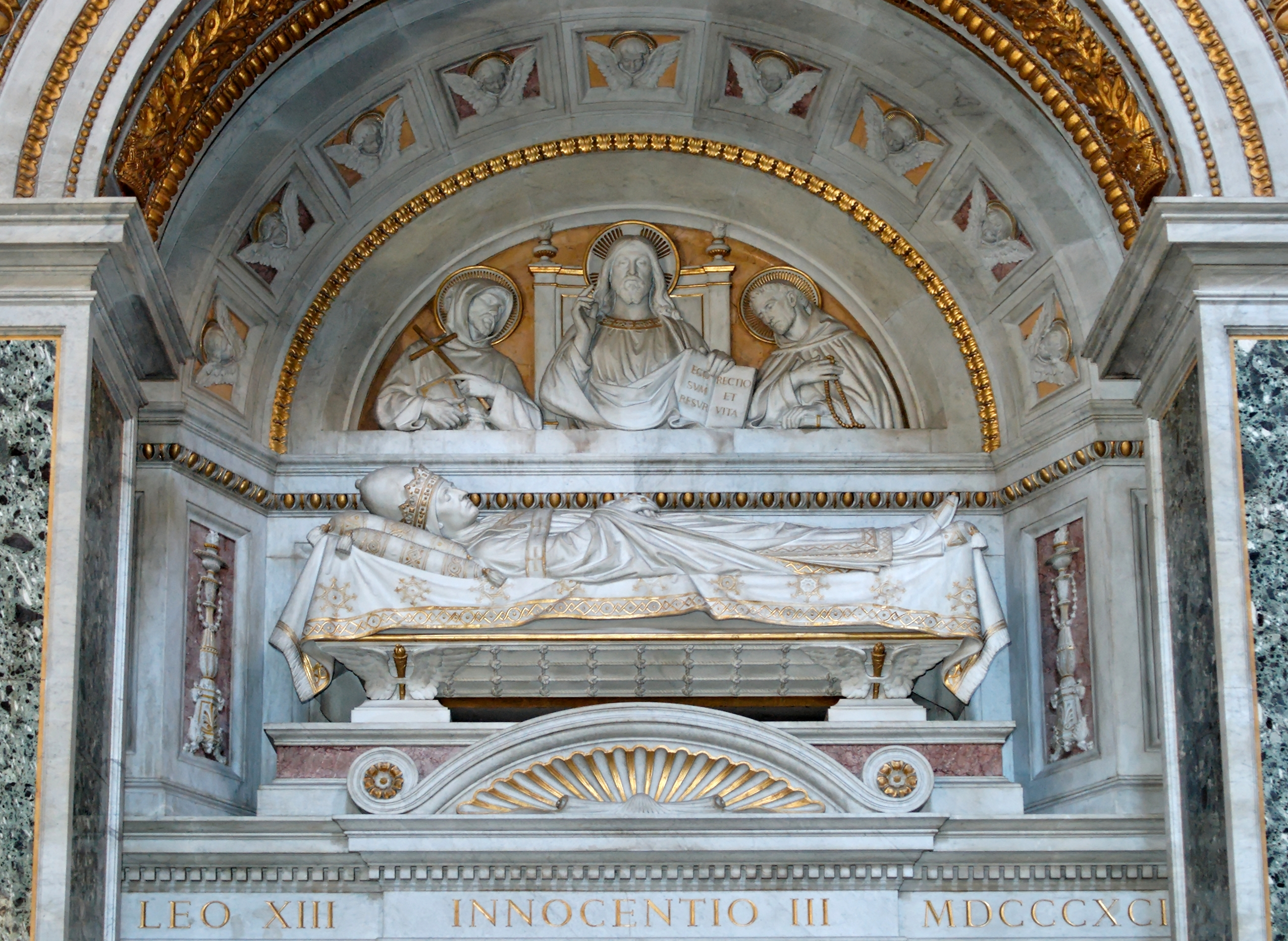
graftombe van Innocentius III
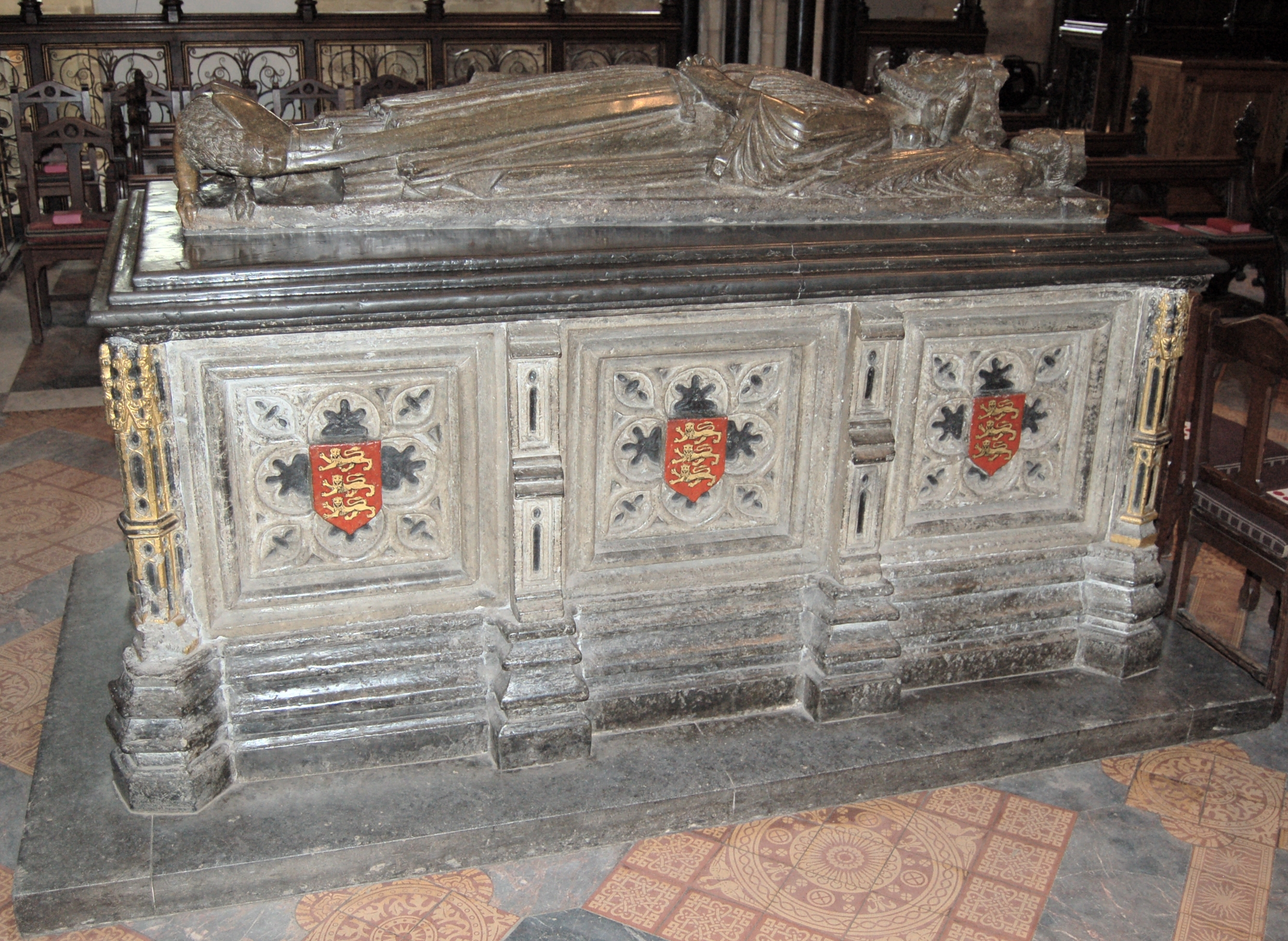
graftombe van koning Jan

## Geboren
- 27 januari - Isabella, koningin van Armeens Cicilië (1219-1252)
- 17 september - Robert I, graaf van Artesië
- 12 december - Nicolaas III, paus (1277-1280)
- Erik XI, koning van Zweden (1222-1229, 1234-1250)
- Erik IV, koning van Denemarken (1241-1250) (jaartal bij benadering)

## Overleden
- 18 januari - Gwijde II van Dampierre, Frans edelman
- 10 april - Erik X (~35), koning van Zweden (1208-1216)
- 11 juni - Hendrik van Vlaanderen (~41), Latijns keizer van Constantinopel (1205-1216)
- 16 juli - Paus Innocentius III (~55), paus (1198-1216)
- 8 of 9 oktober Jan zonder Land (~49), koning van Engeland (1199-1216) (dysenterie)
- Dragpa Gyaltsen (Sakya) (~69), Tibetaans boeddhistisch leraar
- Sjota Roestaveli, Georgisch dichter (jaartal bij benadering)